# Book Girl
Book Girl (яп. 文学少女 Бунгаку Сё:дзё, досл. «Литературная девочка») — серия лайт-новел Мидзуки Номуры. Лицензирована в США компанией Yen Press. Также выходили манга- и аниме-адаптации оригинальной новеллы.
В 2007 году серия была удостоена премии Light Novel Award в категории «Детектив».

## Сюжет
Сюжет повествует о главных героях, Токо Амано и Конохе Иноуэ. Токо является «литературной девочкой» (яп. 文学少女 Бунгаку Сё:дзё), пищей которой служат страницы книг и рассказов. Коноха является гениальным писателем, ныне пишущим исключительно рассказы, служащие пищей для Токо. Вдвоем они являются единственными членами школьного литературного кружка. Сюжет первой OVA целиком посвящён жизни их кружка, сюжет же полнометражного фильма описывает отношения Конохи с его возлюбленной и подругой детства, Миу. Наконец, каждая из серий последней OVA посвящена одному из персонажей фильма.

## Персонажи
Токо Амано (яп. 天野 遠子 Амано То:ко) — главная героиня, называющая себя «литературной девочкой». Питается страницами книг и рассказов, каждый из которых для неё имеет уникальный вкус. Этот вкус она регулярно сравнивает с вкусом обычных блюд, однако, на самом деле, воспринимать вкус чего-либо, кроме книг, не способна. В прошлом, просматривая отвергнутые книги начинающих авторов, присланные ими на литературный конкурс, она натолкнулась на дебютную книгу Миу Иноуэ и пришла в восторг от неё. Поэтому она посодействовала принятию этой книги на конкурс. Однако к тому, что книга получила первое место, Токо не причастна. Узнав благодаря своим знакомствам настоящее имя полюбившегося ей автора, обнаружила что учится с ним в одной школе. Она сделала Коноху членом литературного кружка и своим «автором», пишущим рассказы специально для неё. Также она помогла ему вновь вернуться к писательскому ремеслу. Сэйю — Кана Ханадзава
Коноха Иноуэ (яп. 井上 心葉 Иноуэ Коноха) — главный персонаж. Талантливый писатель, публиковавшийся под псевдонимом «Миу Иноуэ». Так как его редактор считал, что романы девушек покупаются лучше, Миу Иноуэ была представлена как девушка. Первый роман Конохи, написанный им в четырнадцать лет и занявший первое место на конкурсе начинающих писателей, стал отражением его отношений с Миу Асакурой и был призван выразить любовь Конохи к ней. Однако Асакура считала, что раз Коноха стал писателем, то она ему больше не нужна, и совершила неудачную попытку самоубийства, после чего Коноха прекратил публиковаться. На момент начала сюжета он стал членом литературного кружка Токо, в котором пишет истории специально что бы удовлетворить её аппетит. Сэйю — Мию Ирино
Миу Асакура (яп. 朝倉 美羽 Асакура Миу) — главная героиня фильма 2010 года. Её мать ненавидела своего мужа и всю свою ненависть изливала на голову дочери. Единственным, с кем Миу удалось сблизиться, стал Коноха, который был в восторге от придуманных Миу рассказов. Поэтому каждый день Миу стала придумывать для него новую историю. Однако после того как она начала из ревности тайно убивать домашних питомцев Конохи и ссорить его с другими девушками, её талант иссяк. Поэтому Миу стала воровать рассказы у других писателей. Когда Миу узнала, что Коноха сам стал известным писателем и увидела разницу между её образом в книге Конохи и тем чудовищем, в которое она превратилась, она решила, что Коноха бросил её. Поэтому, дабы причинить ему ответную боль и навсегда остаться в его памяти, она совершила на его глазах неудачное самоубийство. Сэйю — Ая Хирано